# 플라이괌
플라이괌(영어: Fly Guam)은 괌의 없어진 항공사로 허브 공항은 앤토니오 B. 원 팻 국제공항을 사용했다. 2011년 3월 4일, 폐업을 하였다.

## 운항 노선
- 2011년 3월 4일 폐업 전까지 플라이괌은 다음과 같이 운항했었다.

## 보유 기종
- 2011년 3월 4일 폐업 전까지 플라이괌은 다음과 같이 보유했었다.

## 같이 보기
- 미국의 없어진 항공사 목록